# Alpe Fej
L'Alpe Fej (1144 m s.l.m.) è un alpeggio situato in Valsesia sulle Alpi, più precisamente in Val Sermenza. Si trova a poco più di un'ora di marcia dal centro di Rossa, imboccando la mulattiera che conduce in 30 minuti alla frazione Piana, abitata fino agli inizi del Novecento da qualche centinaio di persone. In questa frazione è possibile ammirare un piccolo oratorio con affreschi del Quattrocento detto "San Giovanni il Vecchio" per distinguerlo dalla chiesa ottocentesca di imponente architettura, dedicata anch'essa a San Giovanni Battista. Il sentiero prosegue a destra con andamento pianeggiante, raggiungendo in poco più di 30 minuti le baite dell'alpe Fej.
L'alpe Fej, insieme con altri piccoli alpeggi della zona, era spesso utilizzata come punto d'appoggio per la traversata o come rifugio durante il periodo della Resistenza.
Tra la fine di ottobre e gli inizi di novembre del 1944 uno di questi nuclei, composto da una quindicina di uomini, si trovava in questo alpeggio posto lungo uno dei sentieri che mettono in comunicazione la Val Sermenza con il territorio di Cervatto, nel quale i partigiani avevano una base in località Taponaccio.

## Premessa
La notte tra il 31 ottobre e il 1º novembre 1944, i partigiani Martino Giardini detto "Martin Valanga", Annibale Tosi e Bruschi, passarono dall'alpe Fej, diretti a Fobello. "Martin Valanga" disse ai partigiani presenti all'alpe Fej che avrebbero dovuto rimanere all'alpe ancora una settimana o al massimo 10 giorni, dopo di che avrebbero dovuto spostarsi nei pressi di Gattinara.
I tre partigiani lasciarono l'alpe Fej e si diressero verso la Tracciora. Circa mezz'ora dopo la loro partenza, i partigiani presenti all'alpe sentirono un colpo di arma da fuoco provenire da quella direzione e poi più nulla. Poco dopo, videro arrivare Annibale Tosi che raccontò ai presenti che "Martin Valanga" era stato ferito da una scheggia.
Ecco cos'era successo. Arrivati sul crinale della Tracciora, i tre partigiani si erano seduti senza togliersi gli zaini dalla schiena. In quello di "Martin Valanga" c'era della gelatina per esplosivi che, a contatto anche se non diretto con la neve gelata e con altro materiale contenuto nello zaino, provocò un'esplosione.
I partigiani presenti all'alpe Fej partirono in direzione della Tracciora e, quando giunsero sul luogo dell'incidente, videro che Martin aveva la schiena squarciata e un intero caricatore del suo mitra "Beretta" conficcato nella schiena.
Avvolsero il suo corpo in un telo, costruirono una slitta di fortuna poiché vi era neve in abbondanza e lo portarono all'alpe Fej e di lì al piccolo cimitero di Rossa.
Ai funerali, celebratisi a Rossa, parteciparono molti comandanti partigiani. Forse l'eccessiva pubblicità data al funerale di "Martin Valanga" o forse una delazione fu causa dell'attenzione nazifascista. Il tenente Pisoni, appartenente alle SS italiane, guidò la spedizione di SS tedesche e legionari della "Muti" verso l'alpe Fej. 

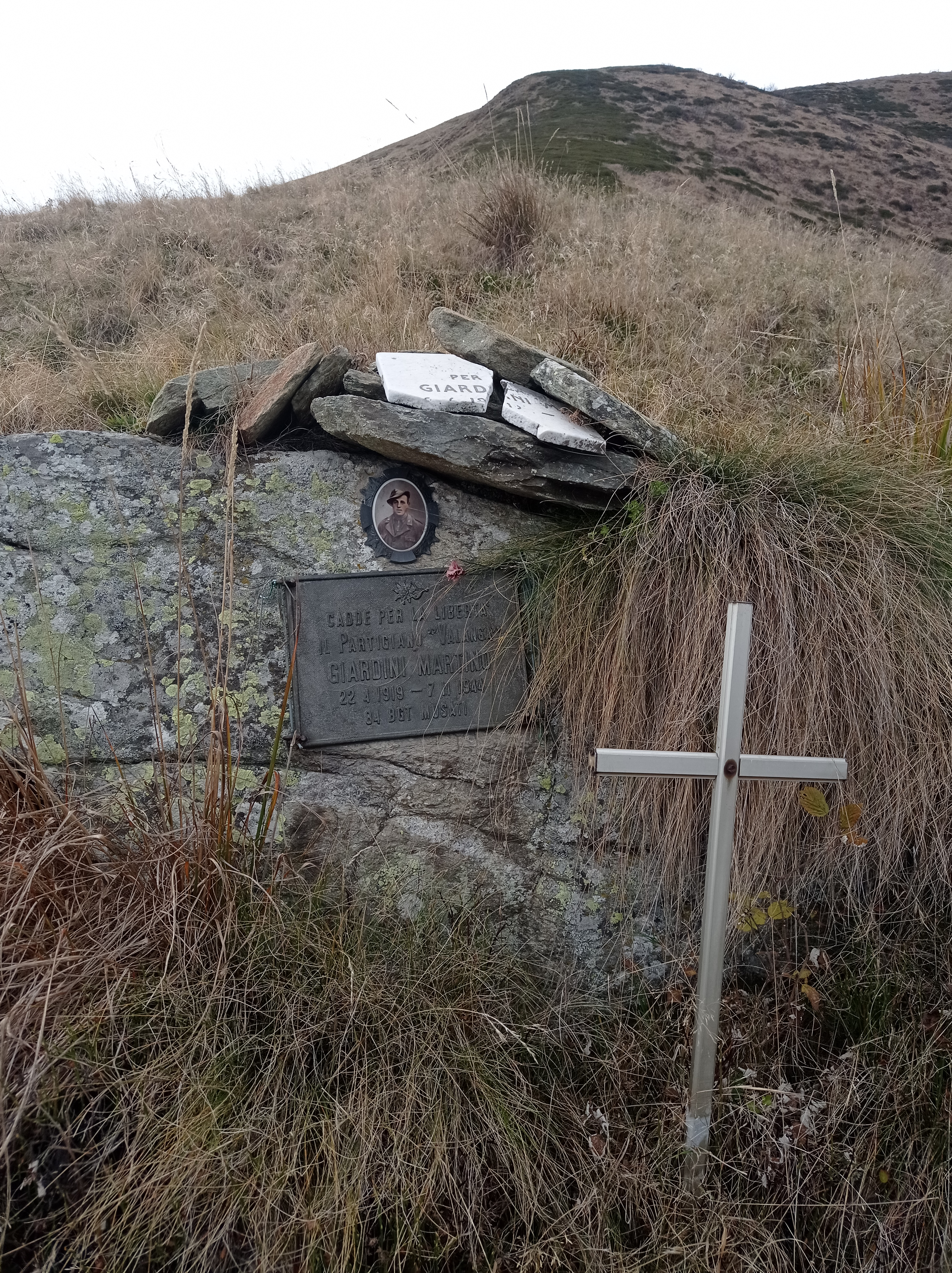
Lapide che ricorda Martino Giardini detto "Martin Valanga" all'alpe Tracciora

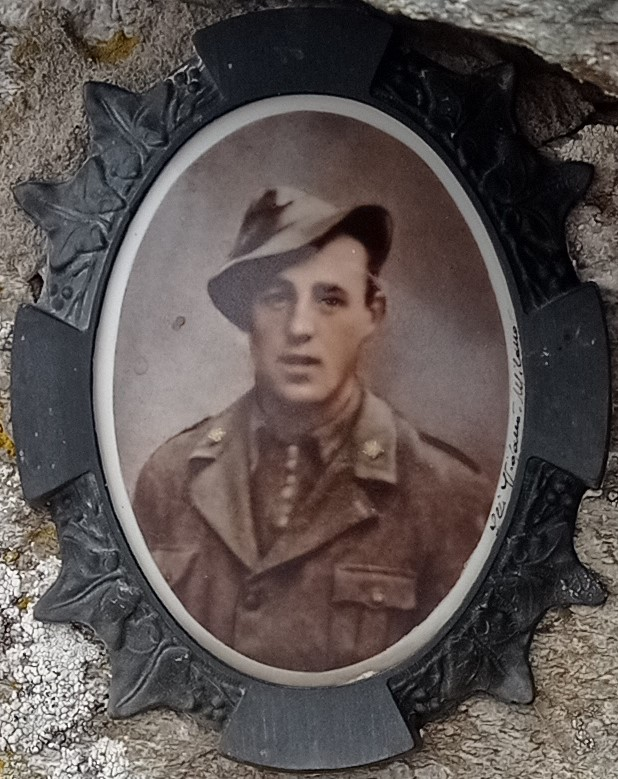
Martino Giardini

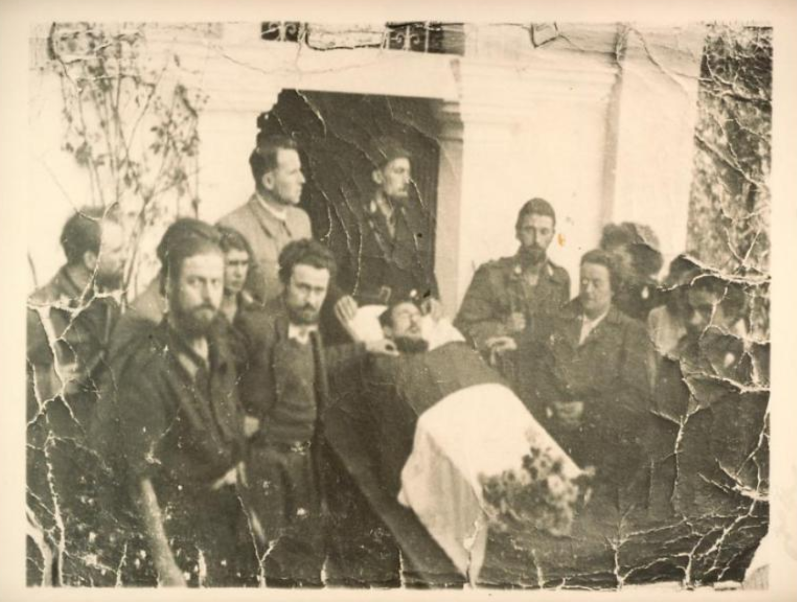
Funerale di Martino Giardini detto "Martin Valanga" a Rossa

## La tragedia del 7 novembre 1944
I ruderi dell'alpe Fej conservano le tracce di quanto avvenne all'alba del 7 novembre 1944, quando un nucleo di partigiani della brigata "Strisciante Musati" fu investito dall'attacco di un reparto militare di tedeschi e fascisti.
I tedeschi e i fascisti, arrivarono poco prima dell'alba da Fobello, circondarono le baite disponendosi a ferro di cavallo intorno all'alpe.
Poco prima dell'alba, un paio di partigiani (tra cui Lino Tosi, l'artista di Varallo che produrrà il bassorilievo commemorativo di Alagna) furono inviati in missione a recuperare una cassetta con i medicamenti, lasciata nell'ultimo punto di ritrovo usato dai partigiani.
Il reparto militare che circondava le baite, dopo aver visto il movimento dei due partigiani che partirono in direzione Tracciora, decise di non intervenire ed aspettò le prime luci dell'alba per fare fuoco.
Al tempo stesso, i partigiani presenti all'alpe Fej che fino a quel momento avevano montato di guardia sia verso Rossa, sia verso la Tracciora, decisero fatalmente di non prevedere una vedetta di guardia verso la Tracciora, poiché i due partigiani partiti in missione erano già diretti verso quella direzione.
Alle prime luci dell'alba, i tedeschi e i fascisti aprirono il fuoco e durante gli scontri rimasero uccisi i partigiani:
- Renato Casalino (classe 1921);
- Enrico Dellavalle (classe 1921);
- Severino Gheller (classe 1924);
- Enrico Rinotti (classe 1916).

I loro cadaveri vennero straziati e abbandonati tra le fiamme dell'incendio che fu dato alle baite allo scopo di distruggere la base partigiana. I loro corpi furono raccolti e ricomposti dalla popolazione di Rossa accorsa per tentare di spegnere le fiamme.
Tre partigiani riuscirono miracolosamente a mettersi in salvo:
- Giulio Quazzola (classe 1928);
- Guerrino Agnesetti (classe 1924);
- un partigiano detto il "Walser".

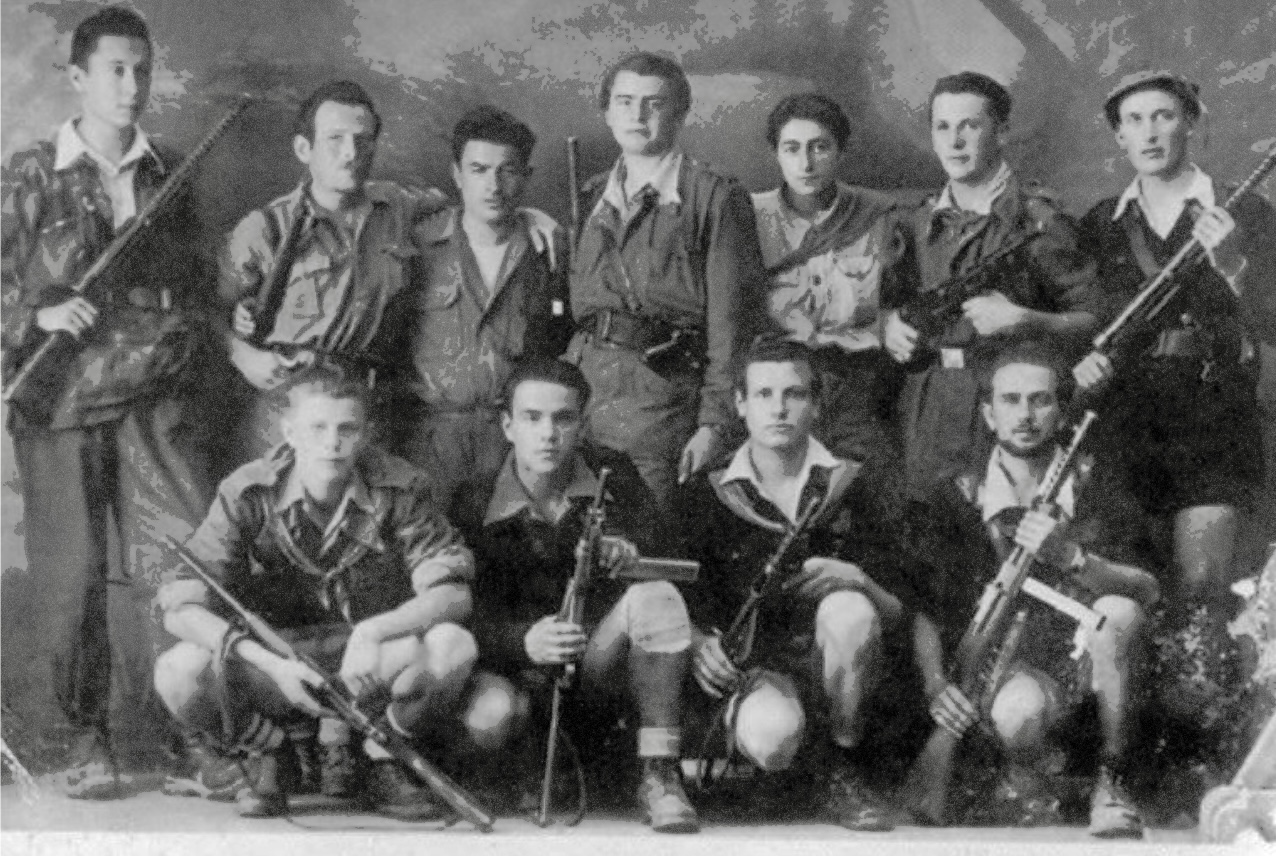
Gruppo di partigiani della Strisciante Musati

Gli altri sei partigiani furono portati a Balmuccia, paese del fondovalle, poco prima di mezzogiorno. Lì dopo estenuanti trattative il parroco don Uglietti riuscì a evitare la fucilazione del partigiano più giovane, Davide Gallini (classe 1929) che emigrerà in Svezia dopo la Liberazione e non tornerà mai più in Italia.
I partigiani fucilati furono:
- Aldo Bertolino (classe 1920);
- Antonio Marzola (classe 1920);
- Vincenzo Occhi (classe 1920);
- Pietro Renditore (classe 1914);
- Daniele Sebastiani (classe 1926).

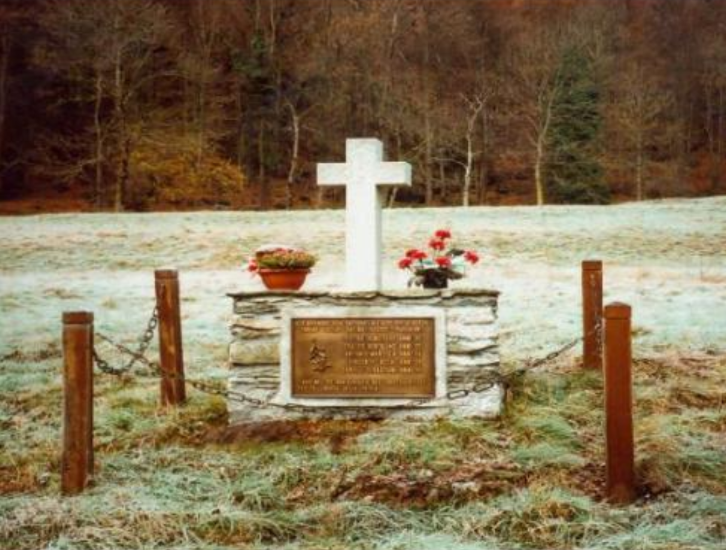
Il cippo eretto per ricordare i cinque partigiani catturati il 7 novembre 1944 all'alpe Fej ed in seguito torturati e fucilati a Balmuccia

Nel 1987, in memoria dei caduti, è stata eretta la Cappella del Partigiano.
Il 11 novembre 2020, all'età di 92 anni, è mancato Giulio Quazzola, l'ultimo dei sopravvissuti alla strage dell'alpe Fej. Pochi giorni prima della sua scomparsa, doveva ricevere la cittadinanza onoraria dal Comune di Rossa. Purtroppo le sue condizioni di salute hanno impedito questa cerimonia.
Il giorno 30 maggio 2021, qualche mese dopo la sua scomparsa (a causa delle stringenti norme anti-Covid), la famiglia e gli amici di Giulio hanno portato le sue ceneri all'alpe Fej, come lui stesso avevo desiderato e chiesto.

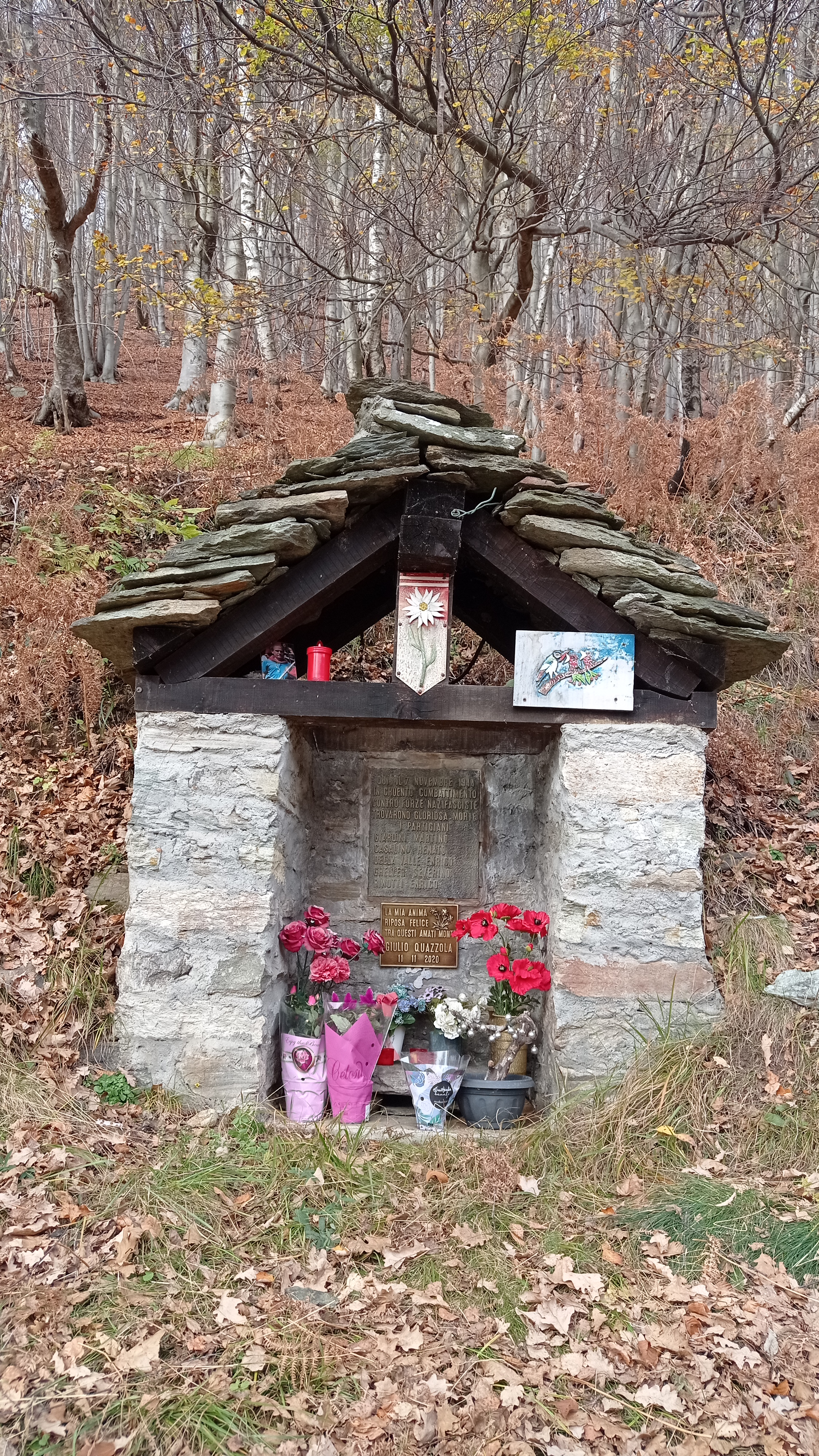
Cappella del Partigiano (2022)

## La leggenda dell'abete
Come spesso accade, da questo triste episodio, prese vita una leggenda.
Un vecchio partigiano della zona raccontava che alcuni partigiani catturati presso l'alpe, anziché essere portati a Balmuccia, furono uccisi davanti a un grosso abete.
La pianta, molto alta e imponente, esisteva fino ai primi anni duemila. Purtroppo ora è rimasto solo il tronco che si è seccato, probabilmente a causa di un evento naturale.
La leggenda narrava che un proiettile di mitra fosse finito conficcato nel tronco dell'albero e, si diceva che, se si accostava l'orecchio al tronco si sentivano ancora risuonare cupamente i colpi sparati dai Tedeschi, come un'eco. Per aiutarci a non dimenticare.
Quante cose sussurravano le sue fronde. Non si sentiva la sua voce, era un lieve soffio nel vento che parlava a chi sapeva ascoltare.

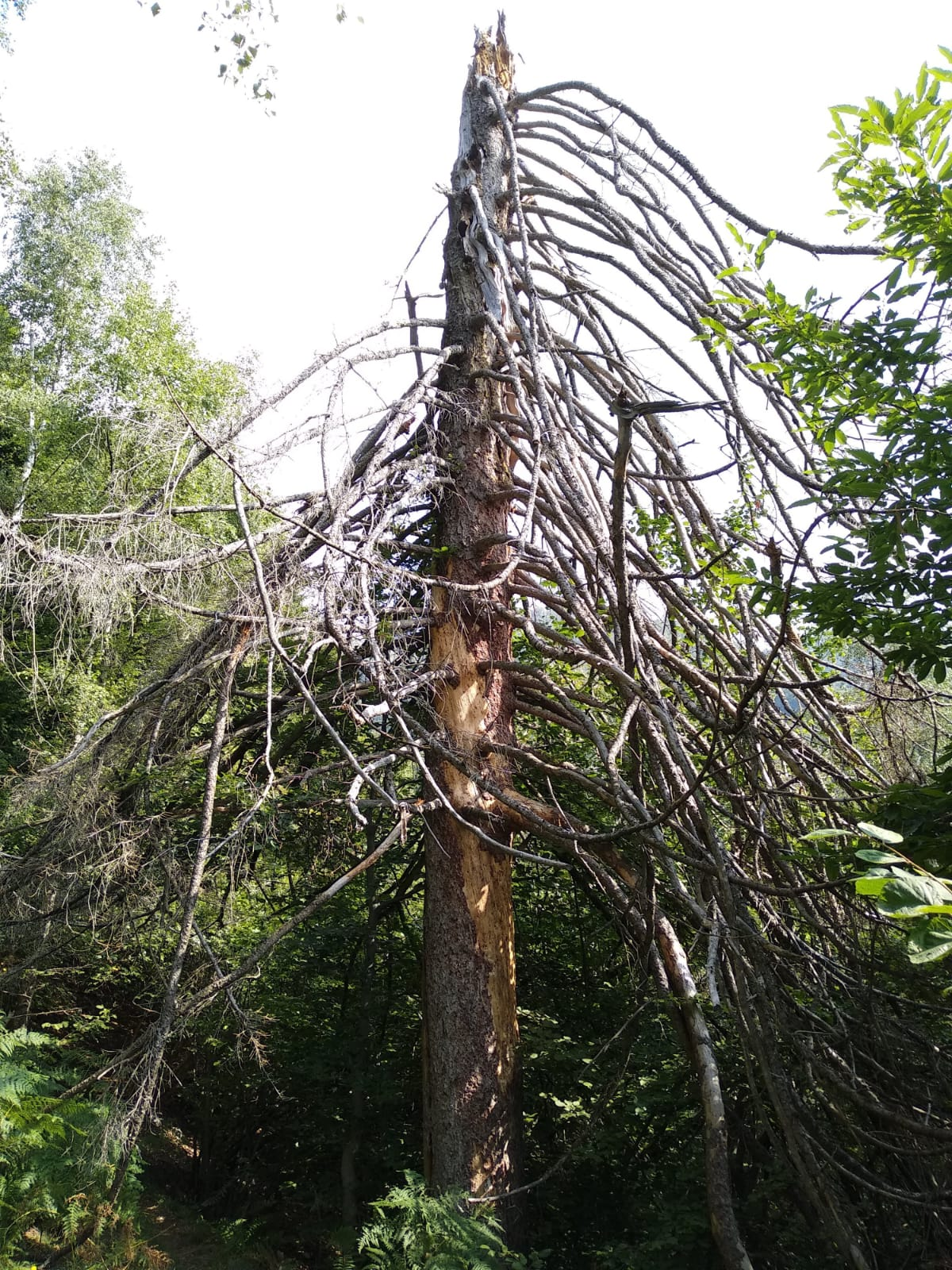
Abete presso l'alpe Fej (2019)